# Марч, Уильям
Уильям Марч (англ. William March; 18 сентября 1893[…], Мобил, Алабама — 15 мая 1954[…], Новый Орлеан, Луизиана) — американский писатель психологических произведений и награждённый высшими наградами морской пехотинец США. Автор шести романов и четырёх сборников рассказов, Марч получил высокую оценку критиков, но так и не добился большой популярности.
Марч вырос в сельской Алабаме в семье настолько бедной, что он не мог закончить среднюю школу до 20 лет. Позже он изучал право, но снова не смог позволить себе закончить учёбу. В 1917 году, работая в юридической конторе на Манхэттене, он пошел добровольцем в Корпус морской пехоты США и участвовал в боях Первой мировой войны, за что был награждён одними из самых высоких наград — французским Военным крестом, американским крестом «За выдающиеся заслуги» и Крестом Военно-морских сил США. После войны он снова работал в юридической конторе, прежде чем начать финансово успешную деловую карьеру.
Работая в бизнесе, он начал писать сначала рассказы, а затем в 1933 году роман, основанный на его военном опыте, «Компания К». Его последующей работой стал сериал «Жемчужный округ» (англ. Pearl County), романы и короткие рассказы, действие которых происходит в его родной южной Алабаме, самым успешным из которых является роман «Зазеркалье». Однако литературный успех ускользнул от него. Его последний роман, «Дурная кровь», был опубликован в 1954 году, в год смерти Марча. Он стал бестселлером, но он так и не увидел адаптации сначала для сцены в 1954 году, а затем для кино в 1956, 1985 и 2018 годах. Марч стал одним из двенадцати первых членов Зала славы писателей Алабамы 8 июня 2015 года.

## Ранний период жизни
Имя при рождении Уильяма Марча — Уильям Эдвард Кэмпбелл. Его отец работал «лесопромышленником», оценивая, какие насаждения деревьев были достаточно большими, чтобы лесозаготовительные компании вкладывали средства в лесопилку в этом районе. Уильям был старшим сыном из одиннадцати детей (двое из которых умерли в младенчестве) и вырос в Мобиле и его окрестностях, штат Алабама. Его отец время от времени сильно пил и любил читать стихи (особенно Эдгара Аллана По) за обеденным столом. Его мать, в девичестве Сьюзен Марч, вероятно, была более образованной и учила детей читать и писать; в глазах своей семьи она вышла замуж ниже себя. Ни один из родителей, казалось, не поддерживал литературные усилия молодого Марча; позже он заявил, что написал стихотворение из 10 000 строк в возрасте 12 лет, но сжёг рукопись. Имея 8 других братьев и сестер, Марч не получал никаких привилегий, и к тому времени, когда ему было 14 лет, семья переехала в Локхарт, штат Алабама, что не позволило ему пойти в среднюю школу. (Позже Локхарт станет воображаемым Ходжтауном, графство Перл, в романах Марча «Входи в дверь» (1934) и «Таллоны» (1936)). Вместо этого Марч время от времени получал эпизодическое образование, вероятно, в однокомнатных зданиях, распространённых тогда в городах лесопилки. Он нашел работу в офисе лесопилки.
Два года спустя Марч вернулся в Мобил и устроился на работу в местную юридическую контору. К 1913 году он скопил достаточно денег, чтобы пройти курс средней школы в Университете Валпарейзо в Индиане, что позволило ему поступить в Университет Алабамы для изучения права. Он был успешным студентом, но не мог позволить себе оплатить обучение для получения степени юриста. Осенью 1916 года он переехал в Нью-Йорк. Там он жил в небольшом пансионе в Бруклине, устроился клерком в манхэттенскую юридическую фирму «Nevins, Brett and Kellog» и посещал спектакли.

## Первая Мировая Война

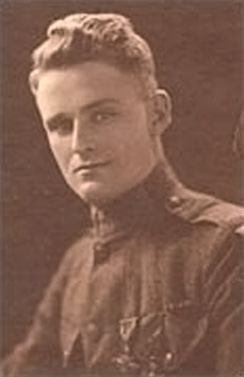
Военные награды, 1918 г.

5 июня 1917 года Марч записался на военную службу, чуть более чем через месяц после вступления США в Первую мировую войну. Он пошёл добровольцем в морскую пехоту США 25 июля и после завершения обучения на острове Пэррис был отправлен во Францию в феврале 1918 года. Вместе с двумя другими будущими литературными деятелями Первой мировой войны, Джоном У. Томасоном и Лоуренсом Столлингсоном, Марч отправился на корабле «USS Von Steuben» из Филадельфии. Он прибыл во Францию в марте 1918 года и служил сержантом в отряде F, 2-м батальоне, 5-й морской пехоте, 4-й бригаде морской пехоты, второй дивизии экспедиционного корпуса армии США.
Рота Марча принимала участие во всех крупных сражениях, в которых участвовали американские войска, неся тяжёлые потери. В качестве члена 5-го полка морской пехоты, Марч принял участие в своих первых боях на старом поле битвы при Вердене недалеко от Эпаржа, а вскоре после этого — в лесу Белло, где он был ранен в голову и плечо. Он вернулся на фронт как раз к наступлению в битвах при Суассоне и Сен-Миеле. Марч дважды повышался в звании и дослужился до звания сержанта, когда его направили во французские войска в районе Блан-Мон для выполнения «статистических обязанностей».
Во время штурма Блан-Мон, начавшегося 3 октября, Марч «покинул укрытие, чтобы спасти раненых». На следующий день, «во время контратаки, когда враг продвинулся на расстояние 300 метров от пункта первой помощи, он немедленно вступил в бой и, хотя был ранен, отказался от эвакуации, пока немцы не были отброшены назад». В результате своих действий Марч получил французский Военный крест с пальмовой ветвью и армейский Крест за выдающиеся заслуги. (Крест за выдающиеся заслуги является второй высшей армейской наградой, уступая лишь Медали Почёта). Из рассказа о его военном опыте вытекает любопытная деталь, которая найдёт своё отражение в его художественной литературе: хотя, судя по всему, он никогда не был отравлен газом настолько сильно, чтобы попасть в госпиталь, по возвращении с войны он рассказывал людям, что был отравлен и что жить ему осталось недолго; ряд персонажей в «Компании K» страдают и умирают после атак ипритом. Рой Симмондс, биограф Марча, обнаруживает происхождение того, что он называет «двумя мирами Уильяма Марча» (название его биографии) в этот период: на протяжении всей своей жизни Марч, похоже, смешивал реальность с воображаемой памятью, рассказывая якобы исторические анекдоты, которые могли не соответствовать действительности. Марч несколько раз рассказывал о том, как он прыгнул в воронку от бомбы, чтобы укрыться, и столкнулся лицом к лицу с молодым немецким солдатом, которого он тут же заколол штыком; эта история также попала в «Компанию K».

### Официальные цитаты
Официальная формулировка награды французского Военного креста гласит:

Во время операций в районе Блан Монт, 3-4 октября 1918 года, он покинул укрытие, чтобы спасти раненых. 5 октября, во время контратаки, когда противник продвинулся на расстояние 300 метров от пункта первой помощи, он немедленно вступил в бой и, несмотря на ранение, отказался от эвакуации, пока немцы не были отброшены назад.
В награждении Марча Крестом за выдающиеся заслуги (под его именем при рождении Уильям Э. Кэмпбелл) говорится:

Крест за выдающиеся заслуги вручается Уильяму Э. Кэмпбеллу, сержанту Корпуса морской пехоты США, за исключительный героизм, проявленный во время службы в составе 43-й роты 5-го полка (морской пехоты) 2-й дивизии A.E.F. в бою у Блан-Монт, Франция, 3-5 октября 1918 года. 3 и 4 октября, выполняя статистическую работу, сержант Кэмпбелл добровольно помогал оказывать первую помощь раненым. 5 октября, когда враг продвинулся на 300 ярдов от перевязочного пункта, он занял позицию в рядах, помогая в обороне. Хотя он был дважды ранен, он оставался в строю под сильным огнем, пока враг не был отбит.
.
Когда в 1919 году был учрежден Крест Военно-морских сил США, вторая высшая награда ВМС США за доблесть после Почетной медали, Марч получил и эту награду (326 морских пехотинцев, ранее получивших Армейский крест за выдающиеся заслуги в Первой мировой войне, получили Крест ВМС за те же действия). Формулировка награды Марча о Военно-морском кресте аналогична формулировке о Кресте за выдающиеся заслуги в армии:

Президент Соединенных Штатов Америки с удовольствием награждает крестом ВМФ сержанта Уильяма Э. Кэмпбелла (MCSN: 89685), корпус морской пехоты США, за исключительный героизм, проявленный во время службы в составе 43-й роты 5-го полка (морской пехоты) 2-й дивизии A.E.F. в бою у Блан Монт, Франция, 3-5 октября 1918 года. 3 и 4 октября, выполняя статистическую работу, сержант Кэмпбелл добровольно помогал оказывать первую помощь раненым. 5 октября, когда враг продвинулся на 300 ярдов от перевязочного пункта, он занял позицию в рядах, помогая в обороне. Хотя он был дважды ранен, он оставался в строю под сильным огнем до тех пор, пока враг не был отбит.
.

## Литературные последствия Первой мировой войны
В 1919 году Марч вернулся к гражданской жизни, но испытывал приступы тревоги и депрессии. В разные периоды своей жизни Марч страдал от истерических приступов, связанных с горлом и глазами. Он редко говорил о собственном военном опыте или наградах, хотя люди отмечали, что у него была привычка всегда брать с собой медали, и иногда он рассказывал военные истории.
Марч провёл несколько недель со своей семьей в Таскалусе, штат Алабама, а затем нашел работу в юридической фирме в Мобиле. Вскоре он стал личным секретарем Джона Б. Уотермана, в недавно основанной и быстро растущей судоходной компании «Waterman Steamship Corporation», где со временем стал вице-президентом. В 1924 году его повысили до менеджера по перевозкам. В 1926 году компания открыла офис в Мемфисе, штат Теннесси, которым руководил Марч; он провёл два года в Мемфисе и стал участвовать в местной театральной сцене. Всё это время он путешествовал по стране в деловых поездках, часто в сопровождении своего друга и делового партнера Джей Пи Кейса. Этот партнёр вспоминал, что комнаты Марча обычно были завалены бумагами и книгами, многие из которых были по психологии: Марш усиленно читал Альфреда Адлера, Зигмунда Фрейда и Карла Юнга. В 1928 году Марч снова переехал в Нью-Йорк, где посещал курсы творческого письма в Колумбийском университете и где начал писать рассказы.
Марч выбрал свой псевдоним после того, как разослал несколько рассказов под разными псевдонимами; тот, который был опубликован первым, определил его литературное имя. Рассказ «Венок остролиста» (англ. The Holly Wreath) был его первой публикацией; он появился под именем Уильяма Марча в нью-йоркском литературном журнале «The Forum» в сентябре 1929 года. В «The Forum» были опубликованы и другие его рассказы, а также в «Contempo: A Review of Books and Personalities», «Prairie Schooner» и других литературных журналах. Его рассказы были включены в две ежегодные антологии короткометражных произведений: «Лучшие американские рассказы» Эдварда О’Брайена и «Рассказы премии О. Генри» в 1930, 1931 и 1932 годах. Всего он опубликовал около двадцати рассказов; четыре из них были виньетками, которые должны были войти в его первый роман.
Марч закончил свой первый роман «Компания К», живя в Нью-Йорке; он был опубликован в январе 1933 года издательством «Harrison Smith & Robert Haas». Охватывая большую часть его опыта военного времени, роман имел мгновенный успех и выдержал три издания. К этому времени Марч уже жил в Гамбурге, Германия; теперь он был старшим менеджером по перевозкам Waterman и был отправлен в Германию, чтобы помочь открыть европейский рынок. В Гамбурге он закончил свой второй роман «Входи в дверь», свой первый роман из серии романов и рассказов «Жемчужный округ», действие которого происходит в мифических городах Ходжетаун, Бейсити и Ридивилль. Также в Гамбурге он стал свидетелем возвышения Адольфа Гитлера и нацистского режима и написал пророческий рассказ «Личное письмо», в котором выразил беспокойство по поводу политического будущего Германии и всего мира. Марч опасался публиковать рассказ, поскольку он уже был хорошо известен как антимилитаристский автор и боялся подвергнуть своих немецких друзей и соратников неоправданной опасности. Позже рассказ был опубликован в сборнике «Trial Balance: The Collected Short Stories of William March».
Два года спустя, после переезда в Лондон, Марч закончил свой третий роман «Таллоны», второй из серии «Жемчужный округ». Отзывы в Великобритании в целом были положительными, в большей степени, чем в Соединенных Штатах. Психологические проблемы, уже беспокоившие его в Германии, обострились в Лондоне, и он стал пациентом психоаналитика Эдварда Гловера, который смог вылечить паралич горла Марча, диагностировав его как истерическое состояние. (Марч посвятил ему «Таллоны» «в качестве небольшой компенсации за седые волосы, которые я посеял в его голове»). Во время пребывания в Лондоне Марч познакомился с рядом литературных персонажей, оставив большую часть своей работы в Waterman своим подчиненным. В 1937 году он вернулся в США и через два года оставил свою должность, чтобы больше сосредоточиться на писательстве, которое к тому времени стало постоянным занятием; ему частично заплатили акциями, и он мог хорошо жить за счет дивидендов. 1937 год, отмечает Симмондс, был важным годом: он ознаменовал высшую точку его продуктивности как автора рассказов, а журнал «The American Mercury» взял «Компанию K» для переиздания. В 1943 году он завершил свой самый амбициозный и получивший признание критиков роман «Зазеркалье», заключительную книгу из серии «Жемчужный округ»; Берт Хичкок, профессор литературы в Обернском университете, назвал его «лучшим литературным достижением» Марча.

## Поздние годы
Издательство «Harcourt» опубликовало сборник Марча «Trial Balance: The Collected Short Stories of William March» в 1945 году, и, по словам Марджори Фарбер в «The Kenyon Review», рассказы содержат «большие идеи … тщательно продуманные в крошечных анекдотических сатирах». Марч, по её словам, «драматург идей, названий, каламбуров — комедиант комедиантов, имеющий, возможно, такое же отношение к художественной литературе, как Стивенс к поэзии. Но всё-таки поразительно, какое разнообразие тихого отчаяния, низменного страдания и высокой комедии удаётся ему охватить в этой книге. Давайте пропустим его недостатки, хорошо? У меня не хватит места для всех его достоинств».
Несмотря на это признание критиков, в 1947 году, после долгих лет депрессии, вызванной пережитым на войне опытом и продолжающегося приступа писательского кризиса, у Марча случился нервный срыв. Он ненадолго вернулся в Мобил, чтобы выздороветь, и много раз приезжал в Нью-Йорк, чтобы уладить свои дела. Во время одного из таких визитов в 1949 году Марш случайно попал в нью-йоркского арт-дилера Клауса Перлза, что стало поворотным моментом в жизни Марча. Перлз, привыкший иметь дело с творческими личностями, принял Марша так, как Марч не испытывал со времен своей терапии в Лондоне. Благодаря Перлзу Марч смог открыто говорить о своем творческом процессе, используя Перлза в качестве резонатора для своих идей. Перлз также познакомил Марча с миром других художников. В работах Пабло Пикассо и особенно Хаима Сутина Марч нашёл родство и связь, поскольку Марч и Сутин проявляли параноидальные и шизофренические наклонности. Март продолжил дружбу с Перлзом путём постоянного приобретения работ Сутина, Жозефа Гласко, Пикассо и Жоржа Руо. Он продолжал эту дружбу, регулярно посещая Нью-Йорк в период с 1949 по 1953 год, пока ухудшение здоровья не помешало ему путешествовать дальше.
В конце 1950 года Марч навсегда покинул Мобил и купил креольский коттедж на Дюмен-стрит во Французском квартале Нового Орлеана. Именно здесь он написал два своих последних романа: «Остров Октября» (1952) и «Дурная кровь» (1954). Марч рассматривал последний роман как скромное достижение, но он получил наибольшую похвалу и успех среди всех его романов: за один год было продано более миллиона экземпляров, по нему был поставлен долгоиграющий бродвейский хит, написанный лауреатом Пулитцеровской премии драматургом Максвеллом Андерсоном, и одноимённый фильм 1956 года режиссёра Мервина Лероя.

## Смерть
25 марта 1954 года Марч перенёс лёгкий сердечный приступ и всё ещё поправлялся, когда 8 апреля была опубликована книга «Дурная кровь»; он успел прочитать множество положительных отзывов. Его выписали из больницы 24 апреля, но всего через три недели, в ночь на 15 мая 1954 года, он умер во сне от второго, более тяжёлого сердечного приступа, в возрасте 60 лет.
Утром в день смерти Марча в его пишущей машинке был обнаружен следующий абзац. Названный «Бедный пилигрим, бедный незнакомец» (англ. Poor Pilgrim, Poor Stranger), он предположительно был написан после его выписки из больницы (его биограф Симмондс предполагает, что он мог быть взят из книги, над которой Марч работал):

В жизни каждого из нас наступает момент, когда мы осознаём, что смерть ждет нас так же, как и других, что в конце мы не получим ни предпочтения, ни освобождения. Именно тогда, в этот тревожный момент, мы понимаем, что жизнь - это приключение с концом, а не череда ярких дней, которые продолжаются вечно. Иногда это знание приходит вместе с отречением и быстрым бунтом, когда нас ожидает такая несправедливость, иногда со страхом, от которого пересыхает во рту и на мгновение закрываются глаза, иногда с рабской усталостью, покорностью, более страшной, чем страх. Осознание того, что мой собственный конец близок, пришло с болью, а затем с удивлением, после обычного сердечного приступа, от которого, как мне сказали, я прекрасно оправился.
Марч похоронен на кладбище Эвергрин в Таскалузе, штат Алабама, вместе со своими родителями, Джоном Леонардом Кэмпбеллом и Сьюзан Марч Кэмпбелл. Надпись на его надгробии гласит:

АВТОР,

СОЛДАТ ПЕРВОЙ МИРОВОЙ ВОЙНЫ,
ИНДИВИДУАЛИСТ,

ЛЮБИМЫЙ ГРАЖДАНИН АЛАБАМЫ.
.

## Литературные произведения
Романы Марча представляют собой психологические исследования характера, в которых переплетаются его собственные личные мучения, предположительно вызванные детской травмой, а также его военным опытом, с конфликтами, порожденными классовыми, семейными, сексуальными и расовыми проблемами. Герои Марча, не по своей вине, как правило, становятся жертвами случая. Он пишет, что свободу можно обрести, только оставаясь верным своей природе и человечности.
Комментируя полное собрание сочинений Марча, британско-американский журналист и телеведущий Алистер Кук написал, что Марч был «наиболее недооцененным из всех современных американских писателей», назвав уникальный стиль автора «классическим модерном» и заявив, что Марч был «непризнанным гением нашего времени». Сам Кук выступал за антологию «Омнибус Уильяма Марча» (англ. A William March Omnibus), которая была опубликована через два года после смерти Марча. В 2009 году в печати оставались только «Дурная кровь» и «Компания К». В 2015 году издательство «University of Alabama Press» вернулось к печати трёх романов из серии «Жемчужный Округ»: «Входи в дверь», "Таллоны " и «Зазеркалье».

## Биографические исследования

### Два мира Уильяма Марча
Первостепенное значение для учёных имеет «полная биография Марча» Роя С. Симмондса 1984 года «Два мира Уильяма Марча». Симмондс продолжил работу своего друга Лоуренса Уильяма Джонса, который работал над биографией Марча, но погиб в автокатастрофе. Симмондс был знаком с творчеством Марча лишь вскользь, но после прочтения многих документов, оставленных Джонсом, в частности 43-страничных мемуаров «Билл Марч» новоорлеанского журналиста Клинта Болтона, он стал проявлять всё больший интерес к завершению работы Джонса.
Хотя Марч намекнул, что не желает, чтобы биография была написана, семья Кэмпбеллов, ознакомившись с законченной рукописью, дала своё согласие, хотя, судя по всему, с неохотой. Биография получила положительные отзывы, один из рецензентов назвал её «критическим исследованием, которое является разумным описанием жизни Марча и прекрасной данью его литературным достижениям» и завершает книгу на хвалебной ноте:

По жестокой иронии судьбы его смерть, наступившая в тот момент, когда это произошло, лишила его огромного удовлетворения от всемирного признания, которым он мог бы воспользоваться после успеха "Дурной крови". Сейчас Марч почти забыт. Однако его репутация, пусть и малоизвестная в настоящее время, остается устоявшейся и надёжной. Те из нас, кто знает, любит и восхищается его творчеством, живут с верой, что однажды Марч будет признан одним из самых замечательных, талантливых и позорно забытых писателей, которых Америка создала в этом или в любом другом веке.
В дополнение к биографии Симмондс также опубликовал «Уильям Марч: аннотированный контрольный список» (англ. William March: An Annotated Checklist) — аннотированную библиографию первичных и вторичных документов, относящихся к жизни и работе Марча.

### Уильям Марч/Компания K
Документальный фильм Роберта Клема о Марче под названием «Уильям Марч/Компания К» (англ. William March/Company K) (2004 год) включает в себя отрывки из художественного фильма Клема «Компания К» посвящён влиянию болезненного военного опыта Марча на его дальнейшую жизнь. Документальный фильм был показан на «Sidewalk Moving Picture Festival» в Бирмингеме, штат Алабама и транслировался на канале PBS в 2004 году.

### Экранизации
- «Дурная кровь» (режиссёр Мервин Лерой, 1956)
- «Дурная кровь» (режиссёр Пол Вендкос[англ.], 1985)
- «Компания К» (режиссёр Роберт Клем (англ. Robert Clem), 2004)
- «Дурная кровь» (режиссёр Роб Лоу, 2018)